# VDI 3491
Die Richtlinienreihe VDI 3491 ist eine Reihe technischer Standards des Vereins Deutscher Ingenieure (VDI). In den ihr zugehörigen VDI-Richtlinien werden Herstellungsverfahren für Prüfaerosole beschrieben, die unter anderem zur Kalibrierung, Justierung oder Überprüfung von partikelzählenden Messgeräten eingesetzt werden. Von einer Ausnahme abgesehen sind die Richtlinien zweisprachig (deutsch/englisch); die jeweilige deutsche Sprachfassung ist verbindlich. Zuständig für die Richtlinienreihe ist der Fachbereich „Umweltmesstechnik“ der Kommission Reinhaltung der Luft.

## Inhalt
Die Richtlinienreihe besteht aus den Blättern 1 bis 16, die sich mit verschiedenen Herstellungsverfahren für Prüfaerosole befassen. Blatt 1 enthält die Grundlagen und eine Übersicht. Die meisten Blätter befinden sich gegenwärtig (Stand Dezember 2018) in Überarbeitung. Das Blatt mit der ältesten gültigen Fassung ist derzeit das Blatt 6 mit dem Titel Messen von Partikeln; Herstellungsverfahren für Prüfaerosole; Platinoxid-Aerosolgenerator in der Ausgabe vom Dezember 1980.

## Geschichte
Für den Bereich der Umweltmesstechnik wurde von der VDI-Kommission ein Ausschuss Messen von Partikeln einberufen, dessen Aufgabe die Entwicklung von Normen für das Erfassen von Staubverunreinigungen war. Dabei entstand die Notwendigkeit, für ganz Deutschland verbindliche Normen für das Kalibrieren im Labor zu schaffen, um die Messwerte aus verschiedenen Gebieten des Landes miteinander vergleichen zu können. Durch die Fortschritte und Weiterentwicklung bei Messverfahren ergab sich außerdem ein Überarbeitungsbedarf. So wurde zunächst ein Aerosolgenerator nach dem von Sinclair und La Mer entwickelten Kondensationsverfahren in Blatt 4 beschrieben und im Dezember 1980 als verbindlich veröffentlicht. Dieses Verfahren wurde später allgemein als Verfahren zur Herstellung von Prüfaerosolen nach dem Kondensationsprinzip beschrieben. Auch zu vielen anderen Verfahren gab es im Laufe der Zeit neue Entwicklungen. Die Überarbeitung der Richtlinienreihe VDI 3491 begann zuletzt mit Blatt 1 (Messen von Partikeln – Herstellungsverfahren für Prüfaerosole – Grundlagen und Übersicht), das im Juli 2016 als verbindlicher Weißdruck erschien. Besondere Probleme entstehen, wenn im Labor hergestellte Prüfaerosole zum Vergleich (zum Beispiel im Rahmen eines Ringversuchs) an einen anderen Ort transportiert werden müssen. Hierfür wird versucht, im Rahmen eines Projekts die neue Ausgabe von VDI 3491 Blatt 6 (Messen von Partikeln; Herstellungsverfahren für Prüfaerosole; Transport und Konditionierung) zu erarbeiten. Die alte Ausgabe stammt von Dezember 1980 und trägt noch einen anderen Titel.